# 9e bataillon de chasseurs alpins
Pour les articles homonymes, voir 9e bataillon.
Le 9e bataillon de chasseurs alpins (9e BCA) est une unité militaire dissoute de l'infanterie de montagne française (chasseurs alpins) qui participa notamment aux deux conflits mondiaux.

## Création et différentes dénominations
- 1840 : 9e bataillon de chasseurs à pied
- 1842 : 9e bataillon de chasseurs d’Orléans
- 1848 : 9e bataillon de chasseurs à pied
- 1927 : 9e bataillon de chasseurs alpins
- 1940 : anéantissement du bataillon.

## Chefs de corps

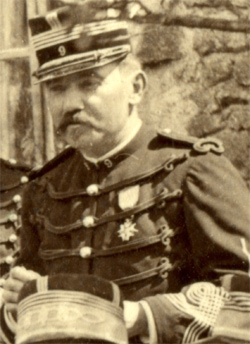
Le chef de bataillon Gillet, commandant le 9e BCP, en 1891

| - 1840 : chef de bat. Léo Marie Clère. - 1845 : chef de bat. Ernest de Négrier - 1849 : chef de bat. Maxime Vallois - 1850 : chef de bat. Pierre François Henri Auzouy - 1854 : chef de bat. Jean Nicolas-Nicolas - 1855 : chef de bat. Marie Alfred de Cornulier-Lucinière - 1856 : chef de bat. Louis Rogier - 1862 : chef de bat. Antoine Biadelli - 1868 : chef de bat. Jean Verdeil - 1869 : chef de bat. Philippe Mathelin - 1870 : chef de bat. Charles de Gislain - 1870 : chef de bat. César Potiron de Boisfleury | - 1871 : chef de bat. Albert de Liéniville - 1873 : chef de bat. Pierre Boschis - 1874 : chef de bat. Marie Louis de Garnier des Garets - 1877 : chef de bat. Pierre Mairot - 1884 : chef de bat. Auguste Rigoigne - 1890 : chef de bat. Octave Gillet - 1892 : chef de bat. Louis Mercier - 1893 : chef de bat. Léon Lefournier - 1897 : chef de bat. Albert Couturier - 1904 : chef de bat. Maurice J. Bertaux - 1907 : chef de bat. Joseph Courtot de Cissey - 1911 : chef de bat. Jean Choisy | - 1913 : chef de bat. Victor Duval - 1914 : chef de bat. Alfred Guedeney - 1915 : chef de bat. Charles Buchet - 1920 : chef de bat. Jean Baptiste Lesieur - 1928 : chef de bat. Edouard Barande - 1931 : chef de bat. André-Henri-Charles Laffargue - 1932 : chef de bat. Jean-Henri Armengaud - 1934 : chef de bat. Paul-Amédée Ollivier - 1937 : chef de bat. Jean Vautrin - 1940 : chef de bat. Jean Piatte - 15/5/1940 : chef de bat. Jean Prieur |

## Historique des garnisons, campagnes et batailles
- 1840 : création du 9e BCP au camp d'Helfaut, près de Saint-Omer
- 1843-1850 : Algérie (Isly, Tifour, Le Chéliff)
- 1914: Longuyon (Meurthe-et-Moselle)

### 1815 à 1852
Le 1er janvier 1849, le 9e BCP, sous le commandement du chef de bataillon Maxime Vallois, est en garnison à Tlemcen, en Algérie.
En 1850, le régiment est en garnison dans la province d'Oran, en Algérie, et son dépôt est à Toulouse.

### Second Empire
- 1854-1856 :
  - Crimée
    - Bataille de l'Alma
    - Siège de Sébastopol
- 1868-1870 : Algérie (Bougie, Sétif)
- Guerre de 1870
  - Siège de Bitche
  - Bataille de Gravelotte
  - Bataille de Saint-Privat
  - Siège de Metz

### 1871 à 1914
- 1875 : Algérie (Miliana, Dellys, Kabylie)

### Première Guerre mondiale

#### 1914
- Beuveille,
- Mangienne,
- Bellefontaine,
- la Marne (Maurupt),
- Woëvre (Four de Paris, Saint-Hubert, ravin du Mortier).

#### 1915
- Woëvre (Four de Paris),
- Champagne,

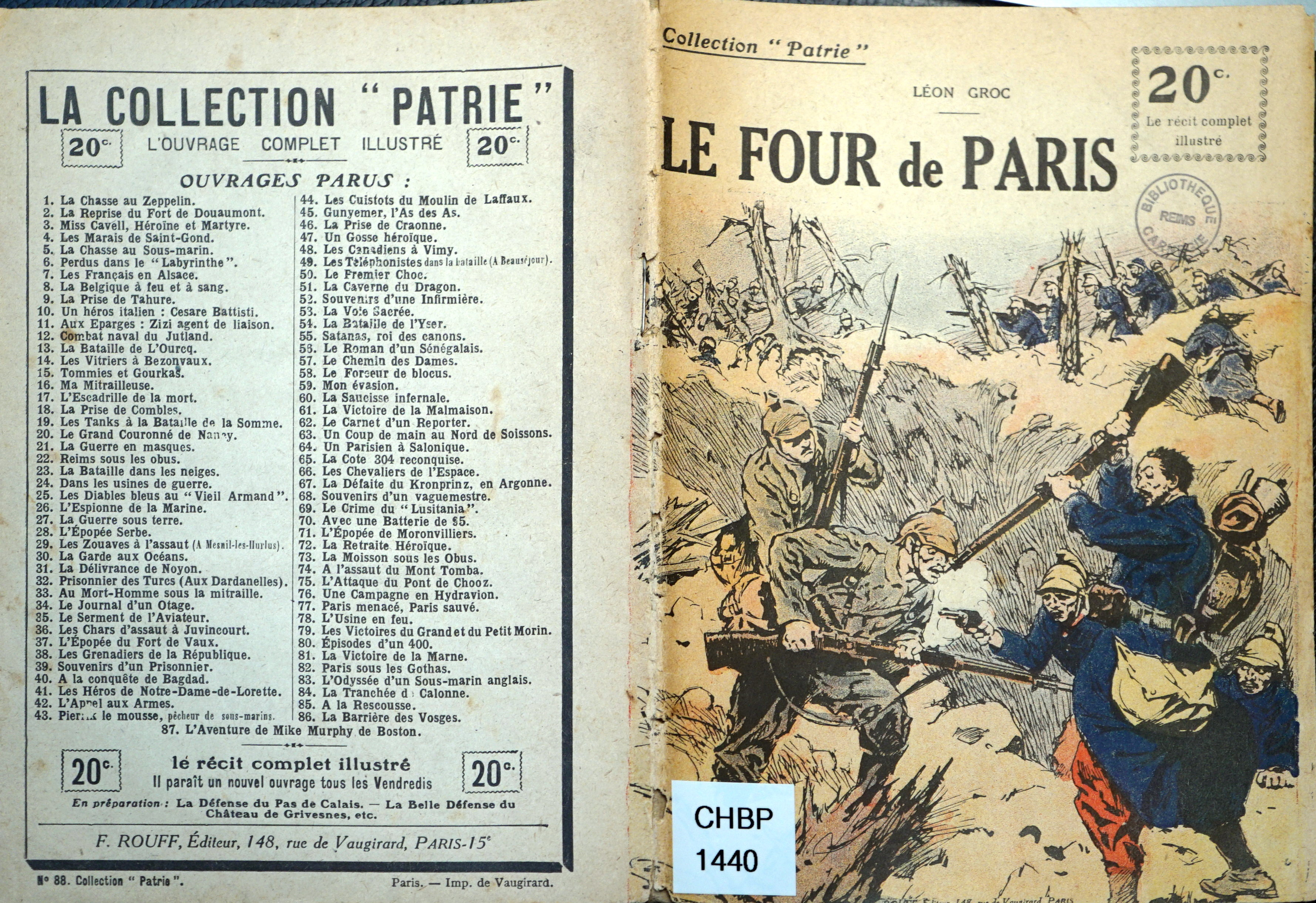
Combats de 1915 au Four de Paris dans la Collection Patrie.

- Meuse (Maizeray, Sonvaux, Les Éparges),
- Champagne (secteur du Grill).

#### 1916
- Verdun (tranchée de la Morchée, Douaumont, Thiaumont),
- Somme (Gentelles, Estrées Berny-en-Santerre).

#### 1917
- Champagne,
- Aisne,
- Verdun (Avocourt).

#### 1918
- Verdun,
- Ourcq (Chézy-en-Orxois),
- la Marne,
- la Vesle,
- la Champagne (Mesnil-lès-Hurlus),
- Lorraine (Morainvillers).

### Entre-deux-guerres

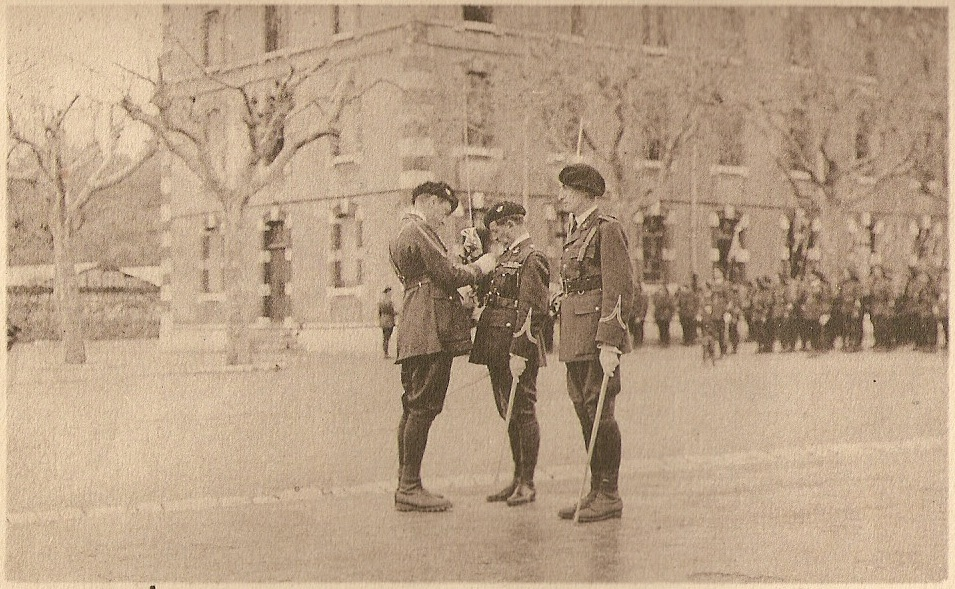
Remise de l'insigne d'éclaireur-skieur au capitaine Trastour par le chef de bataillon Vautrin le 25 février 1939

- 1919 - 1926 : occupation en Allemagne (garde sur le Rhin, Palatinat)
- Jusqu'en 1939 en garnison à Antibes. Il forme une demi-brigade avec les 18e (Grasse) et 20e (Antibes).

### Seconde Guerre mondiale

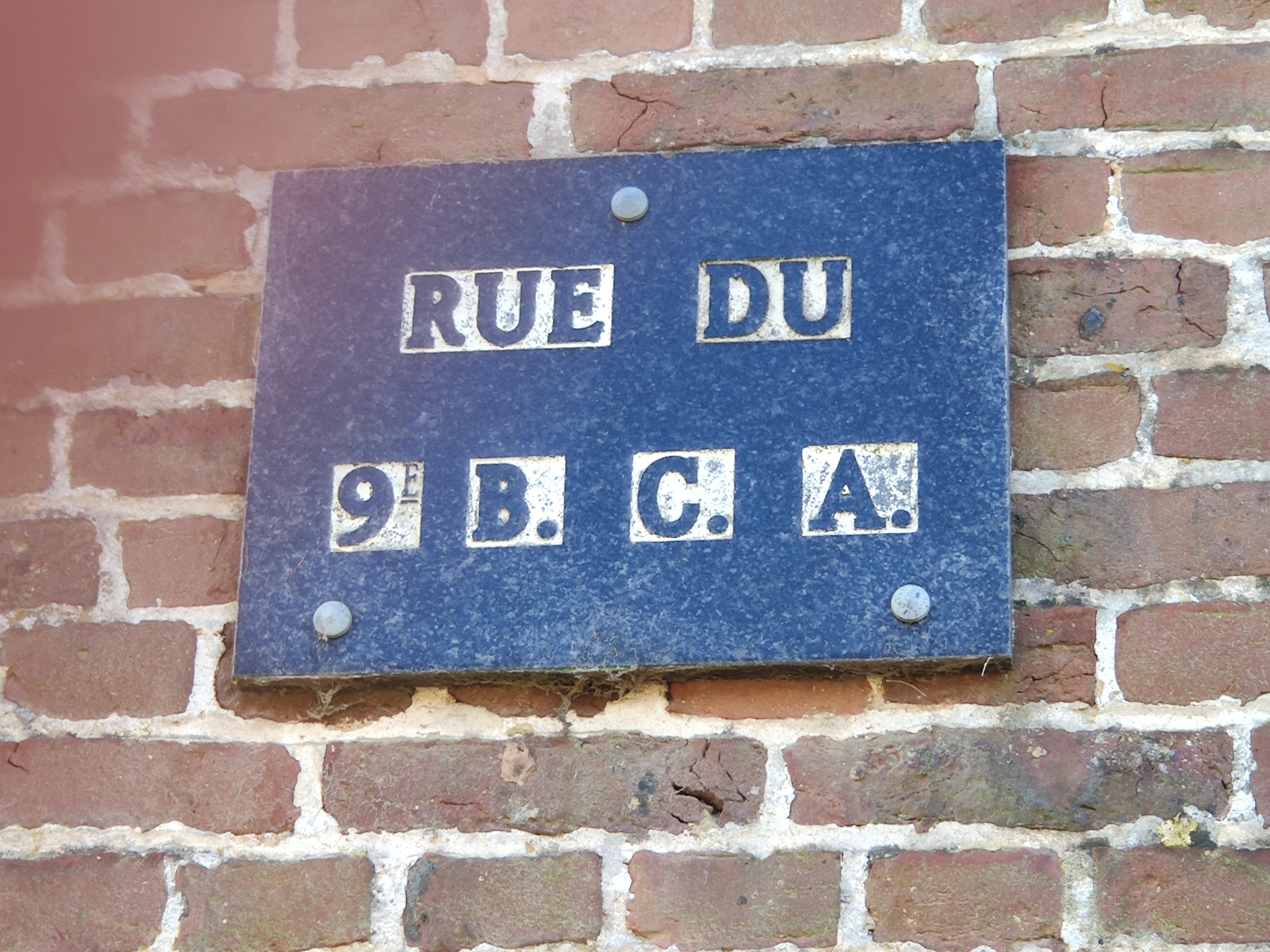
Une partie de la rue principale d'Offignies a été nommée Rue du 9e BCA et le monument aux morts de la commune rappelle le sacrifice de ses combattants.

- 1939 : Alpes (massif de l’Arpette, Sospel)
- 1940 : Alsace (Dambach, Otterswiller), désigné pour participer à l'expédition de Norvège mais reste à Glasgow, Seine (Orgeval), Somme (Orival-Offignies), Seine-Maritime, anéanti à Saint-Valery-en-Caux le 12 juin 1940.
- 1944 : le bataillon n'est pas recréé après 1940 mais le bataillon Estérel 9, formé début septembre à Antibes, reprend les traditions du 9e BCA. Il fusionne le 1er janvier 1945 dans le bataillon 22/XV[2],[3].

## Traditions

### Devise
- "Ne recule ni ne dévie"
- "Je brise tout"

### Drapeau
Comme tous les bataillons de chasseurs, le 9e BCA ne dispose pas d'un drapeau propre mais a un fanion, en plus du drapeau des chasseurs.

### Décorations
Fourragère aux couleurs du ruban de la croix de guerre 1914-1918, obtenue le 15 mai 1919.

## Personnalités ayant servi au sein du bataillon
- Ludovic de Garnier des Garets en 1873
- Octave Gustave Adolphe Gillet en 1889
- Charles Ardant du Picq en 1853
- Jean Sandherr en 1870
- Pierre Nicolas Auguste Alfred Mairot alors chef de bataillon
- Jean Vautrin en 1937

## Sources et bibliographie
- Le 9e bataillon de chasseurs à pied pendant la guerre de 1914-1918 : souvenir à tous ceux qui en ont fait partie, Paris, H. Charles Lavauzelle et Cie, 1921, 103 p., lire en ligne sur Gallica.